# Правительство Атталя
Правительство Атталя — сорок пятое правительство Франции периода Пятой республики, сформированное 9 января 2024 года под председательством Габриэля Атталя, который был назначен премьер-министром 9 января 2024 года.

## Состав правительства
- Премьер-министр (с полномочиями по экологическому и экономическому планированию) — Габриэль Атталь;
  - Министр-делегат демократического обновления, официальный представитель правительства — Приска Тевено
  - Министр-делегат по связям с парламентом — Мари Лебек[фр.]
  - Министр-делегат равноправия между женщинами и мужчинами, борьбы с дискриманцией — Аврора Берже
- Министр европейских и иностранных дел — Стефан Сежурне;
  - Министр-делегат по делам внешней торговли, инвестиционной привлекательности Франции, франкофонии и французов за рубежом — Франк Ристер
  - Министр-делегат по европейским делам — Жан-Ноэль Барро
  - Государственный секретарь по делам развития и международного партнёрства — Хрисула Захаропулу
- Министр экологических преобразований и развития территорий — Кристоф Бешю;
  - Министр-делегат по делам местного самоуправления и сельских местностей — Доминика Фор[фр.]
  - Министр-делегат по делам транспорта — Патрис Вергрье[фр.]
  - Министр-делегат по делам жилищного хозяйства — Гийом Казбарян
  - Государственный секретарь по делам моря и биоразнообразию — Эрве Бервиль
- Министр национального просвещения и по делам молодёжи — Николь Беллубэ (с 8 февраля 2024), Амели Удеа-Кастера (до 8 февраля 2024);
  - Министр-делегат по делам детства, молодёжи и семьи — Сара Эль Аири
- Министр спорта, Олимпийских и Паралимпийских игр[фр.] — Амели Удеа-Кастера;
- Министр экономики, финансов, промышленного и цифрового суверенитета — Брюно Ле Мэр;
  - Министр-делегат промышленности и энергетики — Ролан Лекюр
  - Министр-делегат общественных счетов — Тома Казнав[фр.]
  - Министр-делегат предпринимательства, туризма и потребления — Оливия Грегуар
- Министр Вооружённых сил — Себастьян Лекорню;
- Министр внутренних дел и заморских территорий — Жеральд Дарманен;
  - Министр-делегат по делам местного самоуправления и сельских местностей — Доминика Фор[фр.]
  - Министр-делегат по делам заморских территорий — Мари Гевену[фр.]
- Министр труда[фр.], здравоохранения и солидарности[фр.] — Катрин Вотрен;
  - Министр-делегат по делам детства, молодёжи и семьи — Сара Эль Аири
  - Министр-делегат по делам лиц с ограниченными возможностями и пожилых граждан — Фадила Хаттаби[фр.]
  - Министр-делегат по делам здравоохранения и профилактики Фредерик Валлету[фр.]
- Хранитель печатей, министр юстиции — Эрик Дюпон-Моретти;
  - Министр-делегат по делам детства, молодёжи и семьи — Сара Эль Аири
- Министр культуры — Рашида Дати;
- Министр высшего образования и научных исследований — Сильви Ретайо;
- Министр сельского хозяйства и продовольственного суверенитета — Марк Фено;
  - Министр-делегат без портфеля Аньес Панье-Рюнаше
- Министр реорганизации и государственной службы[фр.] — Станислас Герини (с 8 февраля 2024).